# Ходас
Ходас (венг. Hodász) — посёлок(надькёжег) в медье Сабольч-Сатмар-Берег в Венгрии. В дореволюционных источниках встречается написание Годас.
Население — 3312 человек (2010). Площадь посёлка — 26,49 км². Плотность населения — 125,03 чел./км².
Посёлок Ходас, как и вся Венгрия, находится в часовом поясе, обозначаемом по международному стандарту как Central European Time (CET). Смещение относительно UTC составляет +1:00 (CET, зимнее время) / +2:00 (CEST, летнее время), так как в этом часовом поясе действует переход на летнее время.
В посёлке расположена одноимённая железнодорожная станция. Ближайшие населённые пункты — посёлки Ньирмеддьеш, Канторъяноши, деревни Ньирчасари и Ньирката.

## Население
| Год  | Численность | Численность |
| ---- | ----------- | ----------- |
| 2013 | 3349        | [ 4 ]       |
| 2014 | 3343        | [ 5 ]       |
| 2015 | 3380        | [ 6 ]       |
| 2021 | 3307        | [ 7 ]       |
| 2022 | 3203        | [ 8 ]       |
| 2023 | 3234        | [ 9 ]       |
| 2024 | 3178        | [ 1 ]       |